# Enaeta
Enaeta is een geslacht van weekdieren uit de klasse van de Gastropoda (slakken).

## Soorten
- Enaeta barnesii (Gray, 1825)
- Enaeta bessei Petuch, 2013
- Enaeta cumingii (Broderip, 1832)
- Enaeta cylleniformis (Sowerby I, 1844)
- Enaeta guildingii (Sowerby I, 1844)
- Enaeta leonardhilli (Petuch, 1988)
- Enaeta lindae Petuch, 2013
- Enaeta reevei (Dall, 1907)